# Sinagoga din Râmnicu Sărat
Sinagoga din Râmnicu Sărat cunoscută în trecut și ca Templul israelit din Râmnicu Sărat sau Sinagoga Mare din Râmnicu Sărat este un locaș de cult evreiesc din Râmnicu Sărat, județul Buzău, în România, care, în prezent, nu este activ. Ea se află la colțul străzilor Jiilor 1- Gheorghiță Lupescu 3. Pe vremuri, au funcționat în Râmnicu Sărat trei sinagogi. 
Sinagoga Mare s-a construit în 1824-1855 în anii Principatului Țării Românești.
Clădirea, de dimensiuni modeste, tencuită și cu un acoperiș plat de tablă, și proiectată într-un stil arhitectonic simplu, se află într-o curte. Absida semicirculară a zidului de est marchează locul altarului (Aron hakodesh sau Chivotul Torei) 
Sala mare de rugăciune, lipsită de stâlpi, este iluminată de șaisprezece ferestre ogivale (lansete) cu steaua lui David în partea superioară:șase pe peretele de nord, șase pe peretele de sud și patru pe cel de est.Un al doilea rând de ferestre mici rotunde luminează galeriile femeilor Ezrat Nashim, care ocupă un balcon, suspendat prin bârne solide si care înconjură sala cea mare pe trei laturi. La exterior ferestrele sunt decorate cu pilaștri intermediari și cu arcade oarbe curbate.
Bima, locul unde se citește Tora se află pe o platformă imediat în fața altarului. Interiorul clădirii, bine păstrat, este bogat decorat cu picturi murale, pe pereți și pe tavan. Culorile tavanului dau impresia unei galerii ovale cu o boltă cerească înstelată deasupra ei. Mobilierul este din lemn masiv.